# Giovo
Giovo és un municipi italià, dins de la província de Trento. L'any 2007 tenia 2.486 habitants. Limita amb els municipis d'Albiano, Cembra, Faedo, Lavis, Lisignago, Mezzocorona, Salurn (BZ), San Michele all'Adige i Trento.

## Administració
| Període | Identitat         | Partit        |
| ------- | ----------------- | ------------- |
| 2008-   | Riccardo Brugnara | Llista cívica |